# Поморов Олександр Андріанович
Олександр Андріанович Поморов (22 березня 1931, село Михайловка, тепер Колосовського району Омської області, Російська Федерація — 28 серпня 2006, місто Томськ, Російська Федерація) — радянський державний діяч, 1-й секретар Томського обласного комітету КПРС. Член ЦК КПРС у 1990—1991 роках. Член Державної Думи Російської Федерації (1995—1999).

## Життєпис
Народився в селянській родині.
Член КПРС з 1954 року.
У 1955 році закінчив фізико-технічний факультет Томського політехнічного інституту, здобув кваліфікацію «інженер-технолог».
У 1955 році — інженер-технолог Сибірського хімічного комбінату в місті Сєверську Томської області.
У 1955—1956 роках — у Радянській армії: секретар комітету ВЛКСМ військової частини № 58151 в місті Сєверську Томської області.
У 1956—1960 роках — 1-й секретар міського комітету ВЛКСМ міста Томськ—7 Томської області.
У 1960—1974 роках — старший хімік-технолог, начальник цеху заводу № 10, заступник головного інженера заводу № 25, заступник головного інженера заводу № 10 Сибірського хімічного комбінату в місті Сєверську Томської області.
У 1974—1979 роках — начальник Управління магістральних нафтопроводів Центрального Сибіру.
У 1979—1981 роках — заступник завідувача промислово-транспортного відділу Томського обласного комітету КПРС.
У 1981—1985 роках — завідувач відділу хімічної промисловості Томського обласного комітету КПРС. У 1984—1985 роках — радянський радник у Демократичній Республіці Афганістан.
У 1985 — 1 червня 1990 року — секретар Томського обласного комітету КПРС.
1 червня 1990 — 23 серпня 1991 року — 1-й секретар Томського обласного комітету КПРС.
У 1991—1995 роках — директор ТОВ «Томський завод пластмас».
У 1993 році брав активну участь у відновленні КПРФ разом з В. Зоркальцевим і О. Мельниковим. У 1993 році обраний членом ЦК КПРФ.
У 1994—1995 роках — депутат Думи Томської області першого скликання.
У 1995—1999 роках — депутат Державної Думи Федеральних Зборів РФ, заступник голови Комітету з конверсії та наукомістких технологій, член фракції КПРФ.
З 1996 по серпень 2006 року — голова правління прокомуністичного Томського регіонального відділення загальноросійського громадського руху «Народно-патріотичний союз Росії».
У 2001 році працював помічником депутата Державної Думи РФ Г. Костіна.
З жовтня 2000 по жовтень 2004 року — 1-й секретар Томського обласного комітету Комуністичної партії Російської Федерації, головний редактор газети комуністів «Томська правда».
У 2003 році балотувався на посаду губернатора Томської області, висувався Томською обласною організацією КПРФ і посів друге місце, набравши близько 12% голосів виборців.
6 жовтня 2004 року Олександр Поморов, у відповідь на звинувачення у зв'язках з фракційною групою (у лавах КПРФ) Тихонова—Потапова, виступив із заявою, в якій звинуватив своїх однопартійців у упередженому до нього відношенні, засудив створення ВКПБ і заявив про «завершення своєї участі у структурах КПРФ». 13 жовтня 2004 року відбулися збори первинного партійного відділення КПРФ, на яких Олександра Поморова «за грубе порушення Статуту КПРФ, нещирість, незадовільне керівництво обласною партійною організацією» було виключено з лав КПРФ. Через 3 дні постановою обкому Олександра Поморова звільнено від обов'язків першого секретаря Томського обласного комітету КПРФ.
Помер 28 серпня 2006 року в місті Томську.

## Нагороди і звання
- орден Трудового Червоного Прапора (1966)
- два ордени «Дружби народів» (1985, 1988)
- два ордени «Знак Пошани» (1962, 1984)
- медаль «За доблесну працю. В ознаменування 100-річчя з дня народження Володимира Ілліча Леніна» (1970)
- медаль «За освоєння надр і розвиток нафтогазового комплексу Західного Сибіру» (1983)
- медаль «Ветеран праці» (1983)
- медалі
- Звання «Почесний випускник Томського політехнічного університету»